# Jeffrey Gouweleeuw
Jeffrey Gouweleeuw (ˈdʒɛ.fri ˈɣʌu̯ə.ˌleːu̯; Heemskerk, 10 luglio 1991) è un calciatore olandese, difensore dell'Augusta.

## Caratteristiche tecniche
Destro naturale, possiede una tecnica di base notevole; ottime abilità nel controllo palla e una buona visione di gioco.
In patria è stato paragonato più volte, grazie alle sue caratteristiche fisiche, a Lúcio e a Gerard Piqué.

## Carriera

### Club

#### Le giovanili e il passaggio all'Heerenveen
Inizia la sua carriera da calciatore nel 2003 quando viene acquistato dall'ADO Den Haag per militare nelle varie diviosini giovanili del club de L'Aia. Dopo tre anni viene acquistato dall'Heerenveen dove, in altrettanti tre anni, gioca in tutte le categorie giovanili. Fa il suo debutto in prima squadra come calciatore professionista nel 2009, quando gioca un'amichevole in Turchia contro il MVV, ma solo con l'arrivo del nuovo tecnico Ron Jans, nel 2010, viene aggregato in prima squadra.
Il 2 aprile 2011 debutta nell'Eredivisie nel match, perso con il risultato di 3 a 2, contro l'Excelsior e in quell'occasione rimedia anche la sua prima ammonizione in carriera. Conclude la sua prima stagione con all'attivo sei presenze e nessuna rete segnata.
La stagione successiva lo consacra parte principale della difesa del club di Heerenveen complice anche l'infortunio di Milan Kopic e la contemporanea esclusione di Arnold Kruiswijk. Segna la sua prima rete in carriera il 21 dicembre 2011 nel match di Coppa, stravinto, con il risultato di 11 a 1 contro il Football Club Oss. Un mese dopo, esattamente il 28 gennaio 2012, segna anche la sua prima rete in campionato durante il match contro l'Utrecht.

#### AZ
Nell'estate del 2013 viene venduto all'AZ Alkmaar per 1,5 milioni di euro. Qui riesce a conquistarsi subito il posto da titolare.

#### Augusta
Il 9 gennaio 2016 viene acquistato a titolo definitivo dai tedeschi dell'Augusta.

### Nazionale
Nel 2010 ottiene la sua prima convocazione con l'Under-19 e, dopo aver preso parte ad un paio di amichevoli, viene convocato dal c.t. dell'Under-21 Cor Pot per prendere parte ad alcune amichevoli che serviranno per preparazione al Campionato europeo di calcio Under-21 edizione 2013 che si terrà in Israele. Il 6 ottobre 2011 prende parte, senza scendere in campo, all'amichevole contro l'Austria Under-21 tenutasi ad Innsbruck.

## Statistiche

### Presenze e reti nei club
Statistiche aggiornate al 18 maggio 2024.
| Stagione          | Squadra           | Campionato        | Campionato | Campionato | Coppe nazionali | Coppe nazionali | Coppe nazionali | Coppe continentali | Coppe continentali | Coppe continentali | Altre coppe | Altre coppe | Altre coppe | Totale | Totale | Totale |
| Stagione          | Squadra           | Comp              | Pres       | Reti       | Comp            | Pres            | Reti            | Comp               | Pres               | Reti               | Comp        | Pres        | Reti        | Pres   | Reti   |        |
| ----------------- | ----------------- | ----------------- | ---------- | ---------- | --------------- | --------------- | --------------- | ------------------ | ------------------ | ------------------ | ----------- | ----------- | ----------- | ------ | ------ | ------ |
| 2010-2011         | Heerenveen        | ED                | 6          | 0          | CO              | 0               | 0               | -                  | -                  | -                  | -           | -           | -           | 6      | 0      |        |
| 2011-2012         | Heerenveen        | ED                | 30         | 3          | CO              | 5               | 1               | -                  | -                  | -                  | -           | -           | -           | 35     | 4      |        |
| 2012-2013         | Heerenveen        | ED                | 32         | 1          | CO              | 3               | 1               | UEL                | 4                  | 0                  | -           | -           | -           | 39     | 2      |        |
| Totale Heerenveen | Totale Heerenveen | Totale Heerenveen | 68         | 4          |                 | 8               | 2               |                    | 4                  | 0                  |             | -           | -           | 80     | 6      |        |
| 2013-2014         | AZ Alkmaar        | ED                | 37         | 1          | CO              | 5               | 1               | UEL                | 12                 | 1                  | SO          | 1           | 0           | 55     | 3      |        |
| 2014-2015         | AZ Alkmaar        | ED                | 34         | 1          | CO              | 4               | 1               | -                  | -                  | -                  | -           | -           | -           | 38     | 2      |        |
| 2015-gen. 2016    | AZ Alkmaar        | ED                | 16         | 2          | CO              | 3               | 2               | UEL                | 10                 | 0                  | -           | -           | -           | 29     | 4      |        |
| Totale AZ Alkmaar | Totale AZ Alkmaar | Totale AZ Alkmaar | 87         | 4          |                 | 12              | 4               |                    | 22                 | 1                  |             | 1           | 0           | 122    | 9      |        |
| gen.-giu. 2016    | Augusta           | BL                | 11         | 0          | CG              | -               | -               | -                  | -                  | -                  | -           | -           | -           | 11     | 0      |        |
| 2016-2017         | Augusta           | BL                | 18         | 2          | CG              | 1               | 0               | -                  | -                  | -                  | -           | -           | -           | 19     | 2      |        |
| 2017-2018         | Augusta           | BL                | 27         | 0          | CG              | 1               | 0               | -                  | -                  | -                  | -           | -           | -           | 28     | 0      |        |
| 2018-2019         | Augusta           | BL                | 25         | 0          | CG              | 3               | 0               | -                  | -                  | -                  | -           | -           | -           | 28     | 0      |        |
| 2019-2020         | Augusta           | BL                | 21         | 0          | CG              | 0               | 0               | -                  | -                  | -                  | -           | -           | -           | 21     | 0      |        |
| 2020-2021         | Augusta           | BL                | 32         | 1          | CG              | 2               | 0               | -                  | -                  | -                  | -           | -           | -           | 34     | 1      |        |
| 2021-2022         | Augusta           | BL                | 29         | 2          | CG              | 1               | 0               | -                  | -                  | -                  | -           | -           | -           | 30     | 2      |        |
| 2022-2023         | Augusta           | BL                | 32         | 0          | CG              | 2               | 0               | -                  | -                  | -                  | -           | -           | -           | 34     | 0      |        |
| 2023-2024         | Augusta           | BL                | 30         | 1          | CG              | 0               | 0               | -                  | -                  | -                  | -           | -           | -           | 30     | 1      |        |
| Totale Augusta    | Totale Augusta    | Totale Augusta    | 225        | 6          |                 | 10              | 0               |                    | -                  | -                  |             | -           | -           | 235    | 6      |        |
| Totale carriera   | Totale carriera   | Totale carriera   | 380        | 14         |                 | 30              | 6               |                    | 26                 | 1                  |             | 1           | 0           | 438    | 20     |        |